# Rajd Lipawy 2020
Rajd Lipawy 2020 (Rally Liepāja 2020) – 8 edycja rajdu samochodowego Rajdu Lipawy, rozgrywanego na Łotwie. Rozgrywany był od 14 do 16 sierpnia  2020 roku. Rajd pierwotnie planowany był na 29-31 maja, ale z powodu pandemii Covid-19, przesunięty został na późniejszy termin. Bazą rajdu była miejscowość Lipawa. Była to druga runda Rajdowych Mistrzostw Europy w roku 2020. Składał się z dziesięciu odcinków specjalnych.
Rajd Lipawy w roku 2020 wygrał osiemnastoletni Szwed Oliver Solberg, który zrobił to po raz drugi z rzędu. Prowadził on samochód Volkswagen Polo GTI R5. Drugie miejsce z dwudziestosekundową startą zajął Norweg Mads Østberg, jadący samochodem, Citroën C3 R5, który jednak nie był liczony w punktacji ERC. Na trzecim miejscu dojechał Rosjanin Aleksiej Łukjaniuk kierujący również Citroënem C3 R5, czwarte miejsce zajął Fin Eerik Pietarinen, kierujący Škodą Fabia Rally2 evo. Najlepszy polski zawodnik Mikołaj Marczyk w klasyfikacji generalnej uplasował się na trzynastej pozycji (12 w ERC), w zajęciu lepszego miejsca przeszkodziła mu przebita opona i konieczność jaj wymiany na czwartym odcinku specjalnym. Marczyk w drugim etapie raju zajął czwarte miejsce, premiowane dodatkowymi dwoma punktami w klasyfikacji ERC. Na ostatniej pętli dwukrotnie przyjeżdżali na trzecim miejscu.

## Lista startowa[4]
Poniższa lista startowa obejmuje tylko zawodników startujących i zgłoszonych do rywalizacji w kategorii ERC w najwyższej klasie RC2, samochodami najwyższej klasy mogącymi startować w rajdach ERC – klasy R5.
| Nr. | Zespół                           | Kierowca            | Pilot                  | Samochód               |
| --- | -------------------------------- | ------------------- | ---------------------- | ---------------------- |
| 1   | Saintéloc Junior Team            | Aleksiej Łukjaniuk  | Dmitrij Jeremiejew     | Citroën C3 R5          |
| 2   | PH Sport                         | Mads Østberg        | Torstein Eriksen       | Citroën C3 R5          |
| 3   |                                  | Oliver Solberg      | Aaron Johnston         | Volkswagen Polo GTI R5 |
| 4   | Team MRF Tyres                   | Craig Breen         | Paul Nagle             | Hyundai i20 R5         |
| 5   |                                  | Nikołaj Griazin     | Konstantin Aleksandrow | Hyundai i20 R5         |
| 6   |                                  | Simone Tempestini   | Sergiu Itu             | Škoda Fabia R5         |
| 7   | Rally Team Spain                 | Efrén Llarena       | Sara Fernández         | Citroën C3 R5          |
| 8   |                                  | Grégoire Munster    | Louis Louka            | Hyundai i20 R5         |
| 9   | Team MRF Tyres                   | Emil Lindholm       | Mikael Korhonen        | Škoda Fabia Rally2 evo |
| 10  | Orlen Team                       | Mikołaj Marczyk     | Szymon Gospodarczyk    | Škoda Fabia Rally2 evo |
| 11  | Brose Motorsport                 | Dominik Dinkel      | Ursula Mayrhofer       | Škoda Fabia Rally2 evo |
| 12  | Motorsport Ireland Rally Academy | Callum Devine       | Brian Hoy              | Hyundai i20 R5         |
| 14  | Yacco ACCR Team                  | Erik Cais           | Jindřiška Žáková       | Ford Fiesta R5 MkII    |
| 15  |                                  | Alberto Battistolli | Simone Scattolin       | Škoda Fabia Rally2 evo |
| 16  |                                  | Eerik Pietarinen    | Antti Linnaketo        | Škoda Fabia Rally2 evo |
| 17  | Saintéloc Junior Team            | Sean Johnston       | Alexander Kihurani     | Citroën C3 R5          |
| 18  | Saintéloc Junior Team            | Raul Jeets          | Andrus Toom            | Škoda Fabia R5         |
| 19  | TGS Worldwide OU                 | Mikko Heikkilä      | Henri Arpiainen        | Škoda Fabia Rally2 evo |
| 20  |                                  | Simos Galatariotis  | Antonis Ioannou        | Volkswagen Polo GTI R5 |
| 21  | Drift Company Rally Team         | Niki Mayr-Melnhof   | Leopold Welsersheimb   | Ford Fiesta R5 MkII    |

## Zwycięzcy odcinków specjalnych
| Dzień   | Numer odcinka | Nazwa odcinka                     | Długość  | Zwycięzca odcinka  | Samochód               | Czas    | Lider rajdu    |
| ------- | ------------- | --------------------------------- | -------- | ------------------ | ---------------------- | ------- | -------------- |
| 15 VIII | OS1           | Talsi                             | 24,82 km | Oliver Solberg     | Volkswagen Polo GTI R5 | 12:47.4 | Oliver Solberg |
| 15 VIII | OS2           | Swecon                            | 17,45 km | Nikołaj Griazin    | Hyundai i20 R5         | 8:11.4  | Oliver Solberg |
| 15 VIII | OS3           | SC Grupa                          | 20,36 km | Oliver Solberg     | Volkswagen Polo GTI R5 | 10:03.0 | Oliver Solberg |
| 15 VIII | OS4           | Ramirent                          | 25,54 km | Aleksiej Łukjaniuk | Citroën C3 R5          | 13:15.5 | Oliver Solberg |
| 16 VIII | OS5           | Liepāja                           | 16,45 km | Mads Østberg       | Citroën C3 R5          | 8:02.0  | Oliver Solberg |
| 16 VIII | OS6           | Canon Biznesa centrs - IB Serviss | 12,06 km | Oliver Solberg     | Volkswagen Polo GTI R5 | 6:10.9  | Oliver Solberg |
| 16 VIII | OS7           | SIXT Rent a car                   | 18,11 km | Oliver Solberg     | Volkswagen Polo GTI R5 | 9:00.9  | Oliver Solberg |
| 16 VIII | OS8           | Invest in Liepaja!                | 16,45 km | Mads Østberg       | Citroën C3 R5          | 7:53.9  | Oliver Solberg |
| 16 VIII | OS9           | PAFBET                            | 6,48 km  | Oliver Solberg     | Volkswagen Polo GTI R5 | 2:50.3  | Oliver Solberg |
| 16 VIII | OS10          | NESTE                             | 18,11 km | Oliver Solberg     | Volkswagen Polo GTI R5 | 8:54.5  | Oliver Solberg |

## Wyniki końcowe rajdu[5]
W klasyfikacji końcowej dodatkowe punkty przyznawane są pierwszej piątce za poszczególne etapy rajdu.
| Miejsce | Kierowca           | Pilot                  | Samochód               | Czas      | Strata   | Pkt ERC |
| ------- | ------------------ | ---------------------- | ---------------------- | --------- | -------- | ------- |
| 1.      | Oliver Solberg     | Aaron Johnston         | Volkswagen Polo GTI R5 | 1:27:23.0 | -        | 30+10   |
| 2.      | Mads Østberg       | Torstein Eriksen       | Citroën C3 R5          | 1:27:43.1 | +20.1    | *       |
| 3.      | Aleksiej Łukjaniuk | Dmitrij Jeremiejew     | Citroën C3 R5          | 1:28:00.2 | +37.2    | 24+8    |
| 4.      | Eerik Pietarinen   | Antti Linnaketo        | Škoda Fabia Rally2 evo | 1:28:57.1 | +1:34.1  | 21+3    |
| 5.      | Craig Breen        | Paul Nagle             | Hyundai i20 R5         | 1:29:14.3 | +1:51.3  | 19+2    |
| 6       | Emil Lindholm      | Mikael Korhonen        | Škoda Fabia Rally2 evo | 1:29:16.1 | +1:53.1  | 17+1    |
| 7.      | Grégoire Munster   | Louis Louka            | Hyundai i20 R5         | 1:29:42.7 | +2:19.7  | 15      |
| 8.      | Mikko Heikkilä     | Henri Arpiainen        | Škoda Fabia Rally2 evo | 1:29:58.9 | +2:35.9  | 13      |
| 9.      | Efrén Llarena      | Sara Fernández         | Citroën C3 R5          | 1:30:46.2 | +3:23.2  | 11      |
| 10.     | Sean Johnston      | Alexander Kihurani     | Citroën C3 R5          | 1:31:11.1 | +3:48.1  | 9+1     |
| 11.     | Raul Jeets         | Andrus Toom            | Škoda Fabia R5         | 1:31:20.4 | +3:57.4  | 7       |
| 12.     | Erik Cais          | Jindřiška Žáková       | Ford Fiesta R5 MkII    | 1:31:40.6 | +4:17.6  | 5       |
| 13.     | Mikołaj Marczyk    | Szymon Gospodarczyk    | Škoda Fabia Rally2 evo | 1:32:05.0 | +4:42.0  | 4+2     |
| 14.     | Dominik Dinkel     | Ursula Mayrhofer       | Škoda Fabia Rally2 evo | 1:32:31.0 | +5:08.0  | 3       |
| 15.     | Niki Mayr-Melnhof  | Leopold Welsersheimb   | Ford Fiesta R5 MkII    | 1:33:25.3 | +6:02.3  | 2       |
| 16.     | Ken Torn           | Kauri Pannas           | Ford Fiesta Rally4     | 1:34:52.2 | +7:29.2  | 1       |
| ...     | ...                | ...                    | ...                    | ...       | ...      | ...     |
| 19.     | Nikołaj Griazin    | Konstantin Aleksandrow | Hyundai i20            | 1:37:56.2 | +10:33.2 | 0+3     |

1. ↑  Nieliczony w klasyfikacji ERC

## Klasyfikacja RME po 2 rundach[6]
Kierowcy
Punkty w klasyfikacji generalnej ERC otrzymuje 15 pierwszych zawodników, którzy uczestniczą w programie ERC i w ukończą wyścig, punktowanie odbywa się według klucza:
| Miejsce | 1  | 2  | 3  | 4  | 5  | 6  | 7  | 8  | 9 | 10 | 11 | 12 | 13 | 14 | 15 |
| Punkty  | 30 | 24 | 21 | 19 | 17 | 15 | 13 | 11 | 9 | 7  | 5  | 4  | 3  | 2  | 1  |

Dodatkowo po każdym etapie (dniu) rajdu prowadzona jest osobna klasyfikacja, w której przyznawano punkty pierwszym pięciu zawodnikom, według klucza 5-4-3-2-1. W tabeli podano, które miejsce zajął zawodnik, a w indeksie górnym ile zdobył punktów za ukończenie poszczególnych etapów na punktowanym miejscu.
| Poz. | Kierowca                   | ITA  | LVA | PRT | CYP | HUN | ESP | Suma punktów |
| ---- | -------------------------- | ---- | --- | --- | --- | --- | --- | ------------ |
| 1    | Aleksiej Łukjaniuk         | 18   | 28  |     |     |     |     | 70           |
| 2    | Oliver Solberg             | 35   | 110 |     |     |     |     | 66           |
| 3    | Craig Breen                | 4    | 42  |     |     |     |     | 40           |
| 4    | Giandomenico Basso         | 28   |     |     |     |     |     | 32           |
| 5    | Grégoire Munster           | 7    | 5 1 |     |     |     |     | 28           |
| 7    | Efrén Llarena              | 6    | 7   |     |     |     |     | 28           |
| 8    | Eerik Pietarinen           |      | 3   |     |     |     |     | 24           |
| 9    | Simone Tempestini          | 52   | NU  |     |     |     |     | 19           |
| 10   | Mikko Heikkilä             |      | 6   |     |     |     |     | 15           |
| 11   | Mikołaj Marczyk            | 10   | 112 |     |     |     |     | 14           |
| 12   | Filip Mareš                | 81   |     |     |     |     |     | 12           |
| 13   | Sean Johnston              |      | 81  |     |     |     |     | 11           |
| 6    | Emil Lindholm              | 9    | X   |     |     |     |     | 9            |
| 14   | Raul Jeets                 |      | 9   |     |     |     |     | 9            |
| 15   | Dominik Dinkel             | 13   | 12  |     |     |     |     | 7            |
| 16   | Erik Cais                  | 37   | 10  |     |     |     |     | 7            |
| 16   | Andrea Crugnola            | 385  |     |     |     |     |     | 5            |
| 16   | Alessandro Re              | 11   |     |     |     |     |     | 5            |
| 19   | Antonio Rusce              | 12   |     |     |     |     |     | 4            |
| 21   | Niki Mayr-Melnhof          | 23   | 13  |     |     |     |     | 3            |
| 20   | Nikolay Gryazin            |      | 193 |     |     |     |     | 3            |
| 21   | Albert von Thurn und Taxis | 14   |     |     |     |     |     | 2            |
| 23   | Ken Torn                   | 18   | 14  |     |     |     |     | 2            |
| 23   | Marijan Griebel            | 15   |     |     |     |     |     | 1            |
| 23   | Fabian Kreim               | NU 1 |     |     |     |     |     | 1            |
| Poz. | Kierowca                   | ITA  | LVA | PRT | CYP | HUN | ESP | Suma punktów |

| Kolor     | Opis                   |
| --------- | ---------------------- |
| Złoty     | Zwycięzca              |
| Srebrny   | 2. miejsce             |
| Brązowy   | 3. miejsce             |
| Zielony   | Punktowane miejsce     |
| Niebieski | Ukończył nie punktował |
| Fioletowy | Nie ukończył NU        |
| Czarny    | Wykluczony X           |
| Biały     | Nie wystartował NW     |
| Puste     | Nie brał udziału       |